# Horváth Lajos Ottó
Horváth Lajos Ottó (Zirc, 1963. augusztus 16. –) Jászai Mari-díjas magyar színművész, érdemes és kiváló művész.

## Életpályája
A Színház- és Filmművészeti Főiskolát 1985–1989 között végezte el, Szirtes Tamás osztályában. Évfolyamtársa volt többek között Kökényessy Ági, Kautzky Armand, Györgyi Anna és Schnell Ádám.
A főiskola után a szolnoki Szigligeti Színházhoz szerződött 1991-ig, majd több évnyi szabadúszás után 2006-tól volt a debreceni Csokonai Színház, 2010–2013 között Magyar Színház, majd 2013-2024 között a Nemzeti Színház társulatának tagja.
Fellépett még többek között a Győri Nemzeti Színház, a Zsámbéki Színházi és Művészeti Bázis, a Budapesti Kamaraszínház, a Soproni Petőfi Színház, a Veszprémi Petőfi Színház, a Jászai Mari Színház, a Thália Színház, a Bárka Színház, a Gárdonyi Géza Színház és a Gyulai Várszínház színpadán is.
Színpadi szerepei mellett filmekben is látható. Ritkán szinkronizál is.

### Családja
Volt felesége Ráckevei Anna színésznő, akitől elvált. Lánya Horváth Julianna színésznő, fia Horváth Milán, az SZFE prózai színművész hallgatója.
2022-ben feleségül vette Ács Eszter színésznőt, akivel 2024-ben várták közös gyermeküket.

### Balesete
2023. november 10-én Horváth Lajos Ottó és Szász Júlia a Nemzeti Színházban rendezett Rómeó és Júlia előadása közben kb. 3 métert zuhant egy állványról, és a második felvonás félbeszakadt. A baleset következtében Horváth Lajos Ottó maradandó kézsérülést szenvedett, a Nemzeti Színházban felmondott.

## Színpadi szerepei
- Arthur Laurents: West Side Story....Doc
- Arthur Miller: Az ügynök halála
- Bánffy Miklós (A nagyúr című műve alapján): Isten ostora....Berik, gót herceg
- Bereményi Géza: Katharina Blum elveszett tisztessége....Dr. Hubert Blorna
- Bertolt Brecht: Puntila úr meg a sofőrje, Matti....Pekka Surkkala, bolsevik
- Boris Vian: Mindenkit megnyúzunk....Apa
- Carlo Goldoni: Mirandolina....Ripafratta lovag
- Csehov: De mi lett a nővel?....Aljosa
- Csehov: Három nővér....Andrej Prozorov
- Csehov: Platonov....Platonov
- Dosztojevszkij: Bűn és bűnhődés....Raszkolnyikov
- Edmond Rostand: Cyrano de Bergerac....Christian de Neuvillette
- Eugene O’Neill: Amerikai Elektra....Brant
- Euripidész: Iphigeneia....Agamemnón
- Euripidész: Oresztész....Meneláosz
- Füst Milán: Feleségem története....Störr
- Fjodor Mihajlovics Dosztojevszkij: A Karamazov testvérek....Dimitrij
- Friedrich Dürrenmatt: Play Strindberg....Kurt
- Gábor Andor: Ciklámen....Lehotai
- Galambos Péter, Kovács-Cohner Róbert: Boldogságlabirintus....Sámuel Bence, festőművész, grafikus, költő
- Hans Henny Jahnn: III. Richárd megkoronázása....Buckingham herceg
- Harold Pinter: A szerető....Richard
- Harvey Fierstein: Kakukktojás....Ed
- Harvey Fierstein: Őrült nők ketrece....Dindon
- Háy János: Háromszögek....Férfi
- Henrik Ibsen: Brand....Prépost
- Henrik Ibsen: Nóra....Helmer, ügyvéd
- James M. Cain: A postás mindig kétszer csenget....Frank Chambers
- John Webster: Amalfi hercegnő
- Kiss Csaba: Kun László....Kőszegi Henrik
- Lope de Vega: Furfangosok....Lucindo
- Makszim Gorkij: Jegor Bulicsov....Pavlin, pópa
- Marguerite Duras: Ketten egyedül....Férfi
- Mihail Afanaszjevics Bulgakov: A Mester és Margarita....Ha-Nocri
- Molnár Ferenc: Az üvegcipő....Sipos Lajos
- Molnár Ferenc: Olympia....Kovács huszárkapitány
- Németh Ákos: Müller táncosai....Horváth Feri
- Nyikolaj Vasziljevics Gogol: Egy őrült naplója....Popriscsin
- Sütő András: Egy lócsiszár virágvasárnapja....Nagelschmidt
- Stanisław Wyspiański: Novemberi éj....Konstantin Pavlovics nagyherceg
- Szabó Borbála: Facér pasi naplója....Facér pasi
- Szép Ernő: Lila ákác....Angelusz papa; Bizonyos úr
- Tamási Áron: Vitéz lélek....Lázár
- Thury Zoltán: Katonák....Udvardy Pál
- Verebes Ernő (Cervantes regénye nyomán, Benyhe János fordítását felhasználva): Don Quijote....Herceg
- William Somerset Maugham: Imádok férjhez menni....William Cardew
- William Shakespeare: Ahogy tetszik....Olivér, Orlando bátyja
- William Shakespeare: Hamlet, dán királyfi....Laertes
- William Shakespeare: Macbeth....Macbeth
- William Shakespeare: Szentivánéji álom....Theseus; Oberon
- William Shakespeare: Vízkereszt, vagy amit akartok....Nemes Böffen Tóbiás
- Witold Gombrowicz: Operett....Wladyslaw

## Filmjei

### Játékfilmek
- Video Blues (1992)
- Anyád! A szúnyogok (2000)
- Utolsó vacsora az Arabs Szürkénél (2001)
- Üvegtigris (2001)
- Szép napok (2002)
- Üvegtigris 2. (2006)
- Liberté '56 (2007)
- Üvegtigris 3. (2010)
- Matula kalandpark (2011)
- Viharsarok (2014)
- Az unoka (2022)
- Attila, Isten ostora (2022)
- Magasságok és mélységek (2022)
- Hadik (2023)
- Hat hét (2023)
- Most vagy soha! (2024)

### Tévéfilmek
- Holnapra a világ (1990)
- Kisváros (1994)
- Szigetvári vértanúk (1996)
- Mert szabad vagyok (2001)
- Milleniumi mesék (2001)
- Kivilágos kivirradtig (2005)
- Méhek tánca (2007)
- Hajónapló (2010)
- Marslakók (2011)
- Kossuthkifli (2015)
- A mi kis falunk (2019–)
- 200 első randi (2019)
- Aranybulla (2022)
- Cella – Letöltendő élet (2023)

## Díjai, elismerései
- XVII. Országos Színházi Találkozó – a Pesti Súgó különdíja (De mi lett a nővel? - Csehov elbeszéléseiből összeállított darabban nyújtott teljesítményéért Gyabronka Józseffel és Honti Györggyel, 1998)[13]
- Jászai Mari-díj (1999)
- Story Ötcsillag-díj (2011)
- XV. POSZT – a színész zsűri legjobb férfialakítás díja (Isten ostora, Nemzeti Színház, 2015)[14]
- Érdemes művész (2016)[15]
- POSZT – Legjobb férfi főszereplő (2019)
- Kiváló művész (2023)
- Magyar Mozgókép Díj a legjobb férfi mellékszereplőnek (2025)